# Theodore Bauer
Theodore Bauer (...) è un ex bobbista tedesco.

## Biografia
Ai campionati mondiali vinse una medaglia d'oro e una d'argento:
- nel 1958, medaglia d'oro nel bob a quattro con Hans Rösch, Walter Haller e Alfred Hammer.[1]
- nel 1960, medaglia d'argento nel bob a quattro con Alfred Hammer, Hans Rösch e Albert Kandlbinder.[1]